# علی ارتم
علی اِرتم (ترکی استانبولی: ALİ ERTEM؛ ۱ فوریهٔ ۱۹۵۰ - ۲ دسامبر ۲۰۲۱)، روشنفکر ترک که نزدیک به دو دهه برای به رسمیت شناختن و محکومیت نسل‌کشی ارمنی‌ها، یونانی‌ها و آشوری‌ها مبارزه کرد،
وی در سال ۱۹۹۸ سازمان مذکور را تأسیس و در همان سال برای اولین بار به ارمنستان سفر کرد تا به یاد و خاطره قربانیان بی گناه نسل‌کشی ارمنیان ادای احترام کند. سازمان اتحادیه علیه نسل‌کشی هر سال بعد از تأسیس، نماینده‌ای را در ۲۴ آوریل به ایروان می‌فرستد تا به نمایندگی از اعضای اتحادیه، تاج گلی را در بنای یادبود «تسیسرناکابِرد» بگذارد. در همان زمان، اعضای اتحادیه مبلغی نمادین جمع‌آوری کردند و آن را به موزه- مؤسسه نسل‌کشی ارمنیان اهدا کردند تا به ارامنه بازمانده از نسل‌کشی منتقل یا هزینه‌های دیگر تأمین شود. این سازمان در فرانکفورت و شهرهای دیگر آلمان و همچنین در کشورهای دیگر نیز فعال بود. از این رو، اتحادیه گاهی اوقات رویدادهای مختلفی از جمله سخنرانی‌ها، سمینارها، میزگردها و رویدادهای جالب دیگر را برگزار می‌کرد که همگی به حذف پیامدهای نسل‌کشی‌های مرتکب شده توسط ترکیه اختصاص داشت. اتحادیه علیه نسل‌کشی گهگاه تجمعاتی را در مقابل کنسولگری ترکیه در فرانکفورت یا دیگر نمایندگی‌های ترکیه در آلمان برگزار می‌کرد و جنایات بزرگی را که این کشور مرتکب شده بود، یادآوری می‌کرد. چنین اقدام بزرگی در صدمین سالگرد نسل‌کشی ارمنیان در آوریل ۲۰۱۵ در مقابل کنسولگری ترکیه در فرانکفورت برگزار شد. به ویژه اعضای این سازمان با در دست داشتن عکس‌های روشنفکران ارمنی کشته شده در ۲۴ آوریل، در مقابل کنسولگری اقدامی اعتراضی برگزار کردند.
علی اِرتم آخرین بار در بهار ۲۰۱۹ به ارمنستان سفر کرد. گویی این روشنفکر ترک پایان قریب‌الوقوع زندگی خود را پیش‌بینی کرده بود. وی و سایر اعضای اتحادیه فرزندان خود را نیز به ایروان آورده بودند و می‌خواستند مشعل مبارزه با نسل‌کشی و سایر جنایات علیه بشریت را به نسل‌های آینده منتقل کنند.
علی اِرتم یکی از معدود روشنفکران ترک بود که به جنگ اخیر آرتساخ واکنش نشان داد و به ویژه اظهار داشت: «فوراً جنگ تهاجمی را که توسط دولت جنایتکار و نسل‌کش ترکیه و همدست آن، الیگارشی فاشیست آذربایجان، که مردم #ارمنی جمهوری آرتساخ را هدف قرار داده‌است، متوقف کنید. کشورهای اروپایی و متمدن جهان که نسل‌کشی ارمنیان را به رسمیت شناخته‌اید، به وعده‌های خود که به ملت‌های جهان داده‌اید، عمل کنید و تصمیماتی که گرفته‌اید را اجرا کنید. فوراً اقدامات نسل‌کشی این بربرها را که به مردم ارمنی حمله می‌کنند متوقف کنید.»

## درگذشت
در فرانکفورت، آلمان درگذشت.